# Mount Holly Springs
Mount Holly Springs és una població dels Estats Units a l'estat de Pennsilvània. Segons el cens del 2000 tenia 1.925 habitants.

## Demografia
Segons el cens del 2000, Mount Holly Springs tenia 1.925 habitants, 836 habitatges, i 541 famílies. La densitat de població era de 492,2 habitants/km².
Dels 836 habitatges en un 31,3% hi vivien nens de menys de 18 anys, en un 50,1% hi vivien parelles casades, en un 10,4% dones solteres, i en un 35,2% no eren unitats familiars. En el 29,4% dels habitatges hi vivien persones soles el 10,4% de les quals corresponia a persones de 65 anys o més que vivien soles. El nombre mitjà de persones vivint en cada habitatge era de 2,3 i el nombre mitjà de persones que vivien en cada família era de 2,86.
Per edats la població es repartia de la següent manera: un 24,5% tenia menys de 18 anys, un 6,5% entre 18 i 24, un 34,1% entre 25 i 44, un 22,6% de 45 a 60 i un 12,3% 65 anys o més.
L'edat mediana era de 36 anys. Per cada 100 dones de 18 o més anys hi havia 98,6 homes.
La renda mediana per habitatge era de 40.625 $ i la renda mediana per família de 48.333 $. Els homes tenien una renda mediana de 33.731 $ mentre que les dones 25.262 $. La renda per capita de la població era de 19.229 $. Entorn del 5,4% de les famílies i el 6% de la població estaven per davall del llindar de pobresa.

## Poblacions més properes
El següent diagrama mostra les poblacions més properes.